# Кондрусевич, Тадеуш Игнатьевич
Таде́уш (Фадде́й) Игна́тьевич Кондрусе́вич (бел. Тадэвуш Ігнатавіч Кандрусевіч, пол. Tadeusz Kondrusiewicz; род. 3 января 1946) — католический иерарх, служивший в Литве, России и Беларуси. В последних двух странах он восстанавливал структуры католической церкви во время перестройки и в постсоветский период. Один из немногих католических иерархов, дважды являвшийся архиепископом-митрополитом в двух католических митрополиях, расположенных в соседних странах.

## Биография

### Семья, образование, начало трудовой деятельности
Родился 3 января 1946 года в деревне Одельск Гродненского района Гродненской области в Белорусской ССР в семье белорусских поляков. Отец — Игнатий Кондрусевич, родился в 1906 году, умер в 1985 году. Мать — Анна (девичья фамилия Шуста), родилась в 1911 году, умерла в 1999 году. Сестра Мария Буро, родилась в 1949 году, умерла в 1997 году.
Учился на физико-математическом факультете Гродненского педагогического института, из которого ушёл из-за обвинений в регулярном посещении церкви.
В 1970 году окончил с отличием энергомашиностроительный факультет Ленинградского политехнического института. В 1981 году — с отличием Каунасскую духовную семинарию.
В 1985 году получил степень лиценциата богословия. В 1988 году защитил диссертацию на соискание учёной степени доктора богословия.
В 1970—1976 годах работал инженером на Вильнюсском заводе шлифовальных станков в Вильнюсе в Литве. В составе группы инженеров изобрёл специальный высокоскоростной шлифовальный станок для Волжского автозавода.

### Карьера в католической церкви
31 мая 1981 года был рукоположен во священники.
- 1981—1986 гг. — викарий в храме Святой Терезы в Вильнюсе и в часовне Божией Матери Милосердия[лит.].
- 1986—1987 гг. — викарий прихода Божией Матери Кармелитской (г. Друскининкай, Литва).
- 1987—1988 гг. — викарий прихода Святого Духа (Вильнюс).
- С 13 февраля 1988 г. — настоятель приходов Божией Матери Ангельской и св. Франциска Ксаверия (г. Гродно).
- 25 июля 1989 г. папой Иоанном Павлом II назначен титулярным епископом Гиппон-Диаритским[2] (10 мая 1989 — 11 февраля 2002) и апостольским администратором Минской епархии.
- 13 апреля 1991 г. назначен архиепископом, апостольским администратором для католиков латинского обряда Европейской части России (с 1999 г. — для католиков латинского обряда севера Европейской части России).
- 1994—1999 гг. — член Конгрегации восточных церквей (Ватикан).
- С 1995 г. — член Совета по взаимодействию с религиозными объединениями при Президенте Российской Федерации.
- 1996—2001 гг. — член Папского Совета по вопросу пасторства службы здравоохранения (Ватикан).
- С 2 марта 1999 по 2005 год — председатель Конференции католических епископов Российской Федерации.
- 11 февраля 2002 г., когда апостольская администратура была возведена в ранг полномасштабной архиепархии с названием «архиепархия Матери Божией (с центром) в Москве» — (лат. Archidioecesis Moscoviensis Matris Dei) — назначен её ординарием, архиепископом-митрополитом.
- 2004—2015 гг. — член Папского совета «Справедливость и мир».
- 21 сентября 2007 года переведён на кафедру Минска-Могилёва. Его преемником на московской кафедре стал ректор санкт-петербургской католической семинарии Паоло Пецци. Кондрусевич свой перевод прокомментировал так: «Я солдат Церкви, поэтому куда меня пошлют, туда и пойду. Я не хочу быть тормозом в отношениях наших церквей»[3].
- В 2011—2012 годах исполнял обязанности апостольского администратора Пинского диоцеза[4].
- 3 июня 2015 года избран Председателем Конференции католических епископов Белоруссии[5].
- 3 января 2021 года, в день своего семидесятипятилетнего юбилея, ушел в отставку.
- По состоянию на 2021 год является членом Конгрегации по делам духовенства и Особого совета по делам Европы генерального секретариата Синода епископов.

### Позиция в связи с ситуацией после президентских выборов в 2020 году и запрет въезда в Белоруссию
В августе 2020 года, после президентских выборов в Белоруссии 9 августа, не поздравил Александра Лукашенко с победой, призвал власть и протестующих сесть за стол переговоров, призвал стороны конфликта остановить насилие, а вскоре фактически обвинил власти страны в «пролитой крови, тысячах задержанных и жестоко избитых мирных жителей».
31 августа 2020 года при попытке въезда в Белоруссию из Польши ему был запрещён въезд в страну без объяснения причин. Отказ во въезде (незаконный, с учётом наличия у Кондрусевича белорусского гражданства) в СМИ связали с позицией Кондрусевича по президентским выборам и массовым протестам против их результатов. 1 сентября Александр Лукашенко пояснил, что Кондрусевич оказался в списке невъездных Союзного государства России и Белоруссии, так как занимался мошенничеством (скрыл наличие гражданства других государств), деятельностью против белорусского государства и его властей, а также получил некое задание в Варшаве. 15 сентября 2020 года Департамент по гражданству и миграции МВД Беларуси заявил, что его паспорт признан недействительным из-за проверки на принадлежность к белорусскому гражданству, однако самого гражданства он лишен не был. 2 ноября 2020 года Александр Лукашенко заявил, что Тадеуш Кондрусевич «ездил в Польшу и получал консультации, как разрушать страну».
18 декабря в Белоруссию прибыл Апостольский нунций в Великобритании Клаудио Гуджеротти. С собой он привёз послание, адресованное президенту Александру Лукашенко, в котором была изложена просьба, связанная с Кондрусевичем. Вскоре стало известно, что президент поручил найти выход из ситуации. 22 декабря в Апостольскую нунциатуру в Белоруссии поступила информация об отсутствии препятствий для возвращения архиепископа на территорию страны, а 24 декабря он вернулся в Белоруссию.

## Награды
- Почётный конвентуальный капеллан Большого креста Мальтийского ордена — Cappellano Gran Croce Conventuale «ad honorem» (2009 год)[19][20]
- Медаль «В память 300-летия Санкт-Петербурга»[21]
- Нагрудный знак «200 лет МВД России»[22]
- «Doctoratus in Sacra Teologia, honoris causa», St. Mary’s Seminary and University, Baltimore (USA), 2.03.1993.
- «Doctor of Humane Letters, honoris causa», Catholic University of America, Washington (USA), 8.03.1993.
- Почётная медаль имени святого брата Альберта (Варшава, Польша, 2008 год) — за пастырскую, благотворительную и экуменическую деятельность[23]
- Золотая медаль Ассоциации «Вспульнота польска» (Польша, 2009 год)[24]
- Медаль «Почётный гражданин Одельска» (Беларусь, 2015)[25]
- Почётный доктор Люблинского католического университета (Польша)[26]
- Медаль «Заслуженный миротворец» (Беларусь, 2017 год)[27]
- Почётный знак «Гонар і годнасць» (Беларусь, 2021 год) — за заслуги в возрождении шляхетских и дворянских традиций[28]